# Adema

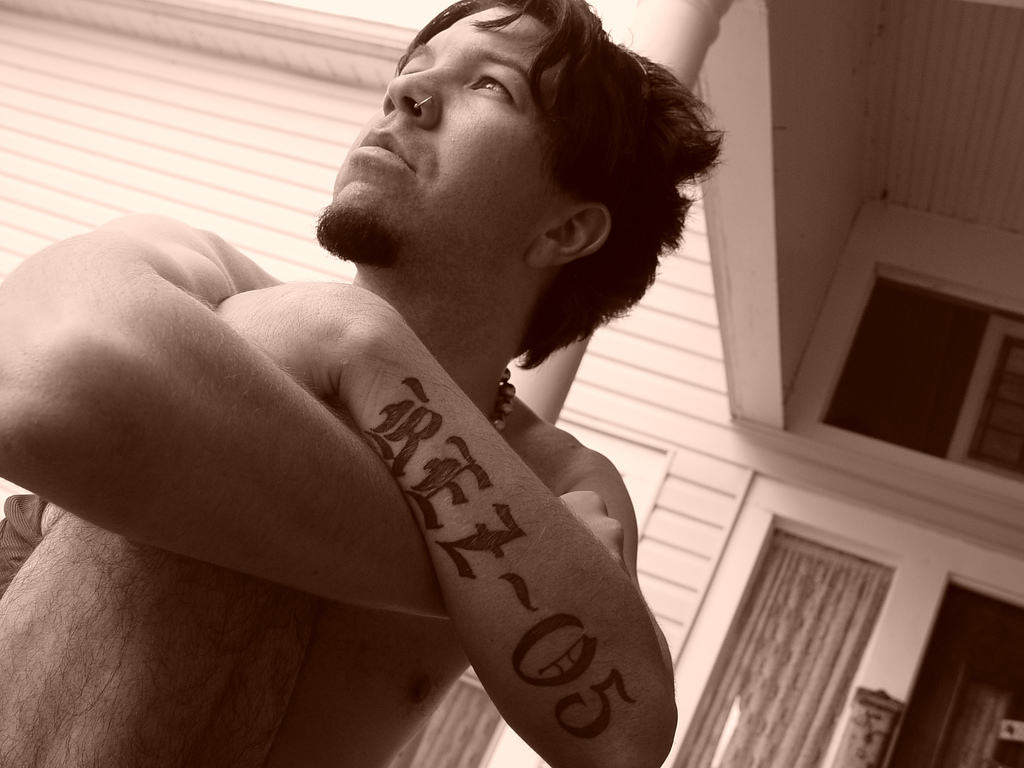
Bobby Reeves, tidigare sångare i Adema

Adema är ett alternativ metal-band från Bakersfield i Kalifornien.

## Historia
Bandet bildades 1998. Det grundades av Mark Chavez, Mike Ransom, Mike Montano, Tim Fluckey och Kris Khols. 1999 lämnade Montano bandet och Dave DeRoo, bandets nuvarande basist, tog hans plats. Bandet släppte sitt första album Adema i USA 21 augusti 2001. Det sålde i 600 000 exemplar.
Efter Adema släppte bandet albumet Insomniac’s Dream (2002), men det sålde bara i 50 000 exemplar. Det tredje albumet, Unstable (2003) sålde däremot i 200 000 exemplar. Efter Unstable förlorade bandet sin gitarrist Mike Ransom. Sångaren Mark Chavez hade ett större gräl med de andra medlemmarna och hoppade av och började sjunga i Midnight Panic där även Montano är medlem. Bandet fick tag på en ny sångare, Luke Caraccioli, som tidigare sjöng i bandet Rewind Yesterday. Detta år släppte de skivan Kill the Headlights den 21 augusti.
Första singeln till albumet Planets släpptes i mars 2005 och hette Tornado. Andra singeln, Planets, släpptes i september samma år. Men Caraccioli hoppade av som sångare och bandet hyrde in Bobby Reeves, före detta sångare i bandet Level, som sin nya sångare. De hyrde även in Levels före detta gitarrist som andregitarrist.

## Medlemmar
Nuvarande medlemmar
- Tim Fluckey – sologitarr (2000– ), keyboard (2000–2006, 2009– ), sång (2011–2017)
- Mike Ransom – rytmgitarr (1999–2003, 2009–2010, 2013– )[3]
- Dave DeRoo – basgitarr, bakgrundssång (2000– )
- Kris Kohls – trummor (2000– )
- Ryan Shuck – sång (2019– )

Tidigare medlemmar
- Bobby Reeves – sång (2006–2009)
- Ed Faris – rytmgitarr, synthesizer, programmering (2006–2009)
- Mark Chavez – sång (1999–2004, 2009–2011, 2017–2019)[3]
- Luke Caraccioli – sång (2005)
- Mark DeLeon – gitarr, bakgrundssång (2011–2013)
- Christopher DeLeon – rytmgitarr, basgitarr (2012–2017)
- Mike Montano – basgitarr (1999)[3]
- Erik Jackson – gitarr (1999)[3]
- Cesareo Garasa – trummor (1999)[3]

## Diskografi
Studioalbum
- 2001 – Adema
- 2003 – Unstable [4]
- 2005 – Planets
- 2007 – Kill The Headlights

EP
- 2002 – Insomniac's Dream
- 2005 – Tornado
- 2013 – Topple The Giants

Singlar
- 2001 – "Giving In"
- 2001 – "The Way You Like It"
- 2002 – "Freaking Out"
- 2002 – "Immortal"
- 2003 – "Promises"
- 2003 – "Unstable"
- 2005 – "Tornado"
- 2005 – "Shoot the Arrows"
- 2007 – "Cold and Jaded"
- 2008 – "All These Years"
- 2013 – "Resolution"